# Isidre Bonsoms i Sicart
Isidre Bonsoms i Sicart (Barcelona, 1849-Valldemosa, 14 de noviembre de 1922) fue un bibliófilo y cervantista catalán.
En 1910 donó a la Biblioteca de Cataluña una colección importante de folletos histórico-políticos referente a acontecimientos de la historia de Cataluña, desde el siglo XVI al XIX, impresos la mayor parte en Cataluña. Contiene relaciones de sucesos, disposiciones legales, pregones, bandos, hojas volantes y pasquines. También recoge un gran número de procesos y sentencias judiciales, discursos políticos, sermones predicados con motivo de algún acontecimiento, impresos de interés local, novelas y otros opúsculos de temas diversos. Incluye también relaciones, avisos y gacetas de noticias.
El año 1914 Isidre Bonsoms comunicó a la Biblioteca de Cataluña su propósito de donar su Colección Cervantina de 3367 volúmenes. Ingresada en 1915 es una de las mejores colecciones existentes sobre Cervantes y su obra. Contiene las obras de Cervantes en lengua original y traducciones, obras de carácter biográfico y crítico literario, así como obras inspiradas o adaptadas de sus obras e iconografía cervantina. Consta actualmente de aproximadamente 9.000 volúmenes e incluye los originales de las primeras ediciones de todas las obras de Cervantes, salvo de La Galatea, de cual contiene la segunda edición.  Además conserva las seis primeras ediciones del Quijote de 1605, ejemplares  bibliófilos y publicaciones de la obra cervantina en más de 50 idiomas.
El Institut d'Estudis Catalans creó el premio Isidre Bonsoms en su honor para premiar «la mejor obra de investigación, editorial, bibliográfica, artística, crítica, biográfica y musical sobre las obras de Cervantes y sobre las novelas y narraciones de caballería y de aventuras que precedieron Don Quijote, así como sobre las que ha motivado o influido».